# Vertolaye
Vertolaye ist eine französische Gemeinde mit 551 Einwohnern (Stand: 1. Januar 2022) im Département Puy-de-Dôme in der Region Auvergne-Rhône-Alpes (vor 2016 Auvergne). Vertolaye gehört zum Arrondissement Ambert und zum Kanton Les Monts du Livradois (bis 2015 Olliergues). 

## Lage
Vertolaye liegt etwa 58 Kilometer ostsüdöstlich von Clermont-Ferrand in der Limagne und am Fluss Dore. Umgeben wird Vertolaye von den Nachbargemeinden Saint-Pierre-la-Bourlhonne im Norden, Job im Süden und Osten, Bertignat im Südwesten sowie Marat im Westen und Nordwesten.

## Weblinks

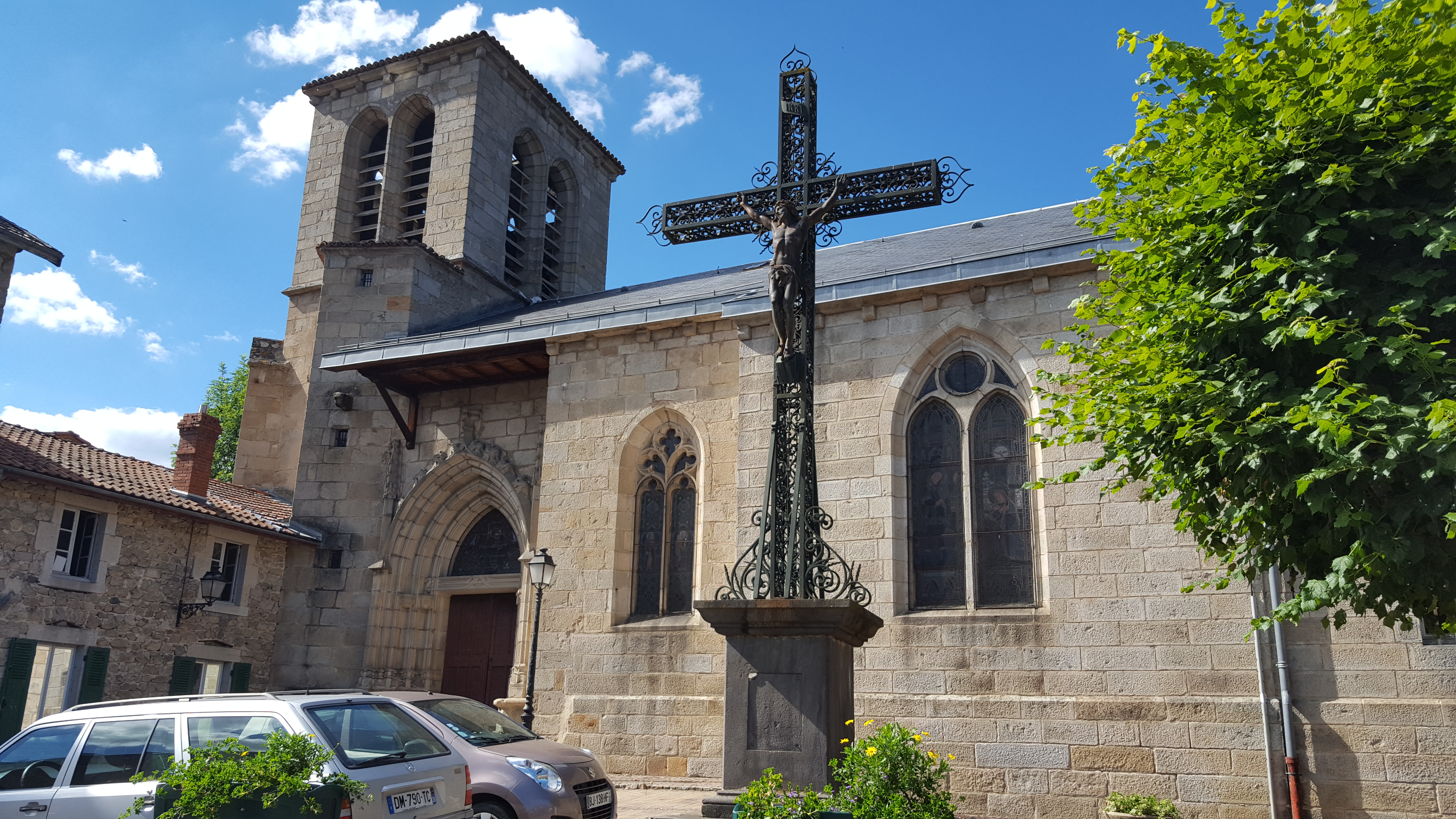
Kirche Saint-Julien

## Bevölkerungsentwicklung
| Jahr                       | 1962 | 1968 | 1975 | 1982 | 1990 | 1999 | 2006 | 2013 |
| Einwohner                  | 719  | 671  | 721  | 623  | 609  | 611  | 601  | 554  |
| Quellen: Cassini und INSEE |      |      |      |      |      |      |      |      |

## Sehenswürdigkeiten
- Kirche Saint-Julien
- Schloss aus dem 15. Jahrhundert